# Nesselsdorf C
Der Nesselsdorf C war ein vollkommen neuer, offener, viersitziger PKW der Nesselsdorfer Wagenbau-Fabriks-Gesellschaft, der 1902 herauskam.
Sein Motor war vom Zweizylinder des Typ B abgeleitet, indem die Zylinderzahl einfach verdoppelt und die Zylinderbohrung um 5 mm verringert wurde. Es war ein seitengesteuerter Vierzylinder-Boxermotor mit 5878 cm³ Hubraum und 24 PS (17,6 kW) Leistung, der ebenfalls unter dem Wagenboden eingebaut war. Vom ca. 1100 kg schweren Typ C, der eine Höchstgeschwindigkeit von 90 km/h erreichte, wurden vermutlich nur zwei Fahrzeuge hergestellt.
Im gleichen Jahr entstand der Nesselsdorf D mit gleicher Technik, aber verschiedenen Aufbauten, wie Landauer, Break, Tonneau etc. Die Höchstgeschwindigkeit dieses (Serien)-Modells lag bei 50 km/h. Einer der letzten Exemplare hatte anstatt des Rohrschlangenkühlers als erstes Fahrzeug der Marke einen Wabenkühler an der Fahrzeugfront.
1905 wurde dieser Typ durch den Typ J 30 ersetzt.